# 浜田町 (神戸市)
浜田町（はまだちょう）は、兵庫県神戸市灘区の町名。郵便番号は657-0862。

## 地理
東は東灘区御影塚町と、南は新在家運河を隔てて灘浜東町と、西は、国道43号以南が新在家南町と、同以北が新在家北町と、北が阪神本線を隔てて友田町と、それぞれ隣接している。国道43号以南の東部が一丁目で西部が四丁目、以北の東部が二丁目で西部が三丁目である。

### 地価
住宅地の地価は、2014年（平成26年）1月1日の公示地価によれば、浜田町4-1-22の地点で19万2000円/m2となっている。

## 歴史
浜田は沿岸部を東明村と新在家村に挟まれて窄んだ村域をしていた八幡村の中で唯一の海岸地帯だった。
戦前までは「走り出（はしりで）」や「走出浜」と呼ばれ、陸軍測量部の地図でも「走り出」が確認され、『神戸の町名 改訂版』ではこれを日尾川、両度川の水が海へ走り出るところからついた地名だろうと推測されている。

### 地名の由来
灘区南東部、旧八幡村域で唯一海岸地帯であった八幡字浜田から命名された。

## 人口統計
令和2年国勢調査（2020年10月1日）での世帯数649、人口1,238、うち男性622人、女性616人。